# Premier officier d'état-major
Le premier officier d'état-major est un commandant adjoint du commandant dans les états-majors supérieurs de l'armée prussienne-allemande et des forces armées.

## Tâches et poste
Il travaille sur tout ce qui est lié aux parties individuelles de l'unité du point de vue du commandement et de la tactique, entre autres la conduite des troupes, l'instruction, l'organisation, le transport, le logement, la protection aérienne, l'évaluation des expériences, etc. À cet effet, le département des opérations est subordonnée à l'officier. Le premier officier conseille le commandant et prépare les ordres sans être lui-même habilité à les donner. En l'absence du commandant, il est l'adjoint du commandant dans les états-majors inférieurs au niveau du corps d'armée, où il n'y a pas de chef d'état-major. La condition préalable à l'utilisation en tant qu'officier d'état-major général est la réussite de l'Académie de guerre (de) et du stage d'état-major général.
Dans les divisions de la Wehrmacht, le poste est remplie par un lieutenant-colonel à l'état-major général, et plus tard également par un major, qui, en tant qu'officier de troupe le plus ancien, est le supérieur immédiat des officiers des bureaux de l'état-major général. En sa qualité de commandant adjoint, le premier officier a le droit de faire appel au commandant, en cas d'appréciation divergente de la situation ou autre. Son opinion est notée dans les dossiers, dans la mesure où aucun accord n'a pu être trouvé. En outre, le premier officier n'est pas liée aux canaux officiels normaux, mais peut rendre compte directement aux instances supérieures par la voie de l'état-major général.
Le premier officier d'ordonnance (O1) agit comme assistant de l'officier. Le chef du bureau des cartes est subordonné à ce dernier.